# Municipio de Hampton (Míchigan)
El municipio de Hampton (en inglés: Hampton Township) es un municipio ubicado en el condado de Bay en el estado estadounidense de Míchigan. En el año 2010 tenía una población de 9652 habitantes y una densidad poblacional de 70,87 personas por km².

## Geografía
El municipio de Hampton se encuentra ubicado en las coordenadas 43°37′18″N 83°46′22″O / 43.62167, -83.77278. Según la Oficina del Censo de los Estados Unidos, el municipio tiene una superficie total de 136.19 km², de la cual 70,78 km² corresponden a tierra firme y (48,03 %) 65,41 km² es agua.

## Demografía
Según el censo de 2010, había 9652 personas residiendo en el municipio de Hampton. La densidad de población era de 70,87 hab./km². De los 9652 habitantes, el municipio de Hampton estaba compuesto por el 94,79 % blancos, el 1,46 % eran afroamericanos, el 0,31 % eran amerindios, el 0,64 % eran asiáticos, el 0,64 % eran de otras razas y el 2,15 % eran de una mezcla de razas. Del total de la población el 3,57 % eran hispanos o latinos de cualquier raza.